# 柏林亚历山大广场
《柏林，亞歷山大廣場》（德語：Berlin Alexanderplatz）是德国作家阿爾弗雷德·德布林於1929年創作的小說。它被認為是魏瑪共和國最重要和最具創新性的作品之一。在2002年對100位著名作家的民意調查中，這本書被評為有史以來最重要的100本書之一。